# رود وگا
رود وگا رودی است که به رود دوینای شمالی می‌ریزد. این رود از کشور روسیه می‌گذرد و طول آن ۵۷۵ کیلومتر (۳۵۷ مایل) است.